# The Saskatchewan Dragoons
The Saskatchewan Dragoons sont un régiment de reconnaissance blindée de la Première réserve de l'Armée canadienne. Il fait partie du 38e Groupe-brigade du Canada au sein de la 3e Division du Canada et est stationné à Moose Jaw en Saskatchewan.
L'unité a été créée en 1905 en tant qu'un régiment d'infanterie. En 1909, celui-ci fut nommé « 95th Saskatchewan Rifles ». Le régiment fut converti à l'arme blindée en 1946 et fut alors renommé « 20th Saskatchewan Armoured Regiment ». Il adopta son nom actuel en 1958.
En plus de l'histoire de sa propre lignée, The Saskatchewan Dragoons perpétuent l'héritage de deux bataillons du Corps expéditionnaire canadien (CEC) de la Première Guerre mondiale : le 46th Battalion (South Saskatchewan), CEF (en) et le 128th (Moose Jaw) Battalion, CEF (en).

## Rôle et organisation

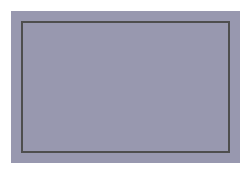
Insigne distinctif de la 3e Division du Canada

The Saskatchewan Dragoons sont un régiment du Corps blindé royal canadien. Il fait partie du 38e Groupe-brigade du Canada, un groupe-brigade de la Première réserve de l'Armée canadienne qui fait lui-même partie de la 3e Division du Canada. Son quartier général se situe dans le manège militaire LCol D.V. Currie, VC à Moose Jaw en Saskatchewan,. Le régiment comprend un escadron blindé de reconnaissance dont le rôle est d'obtenir des renseignements.

## Équipement

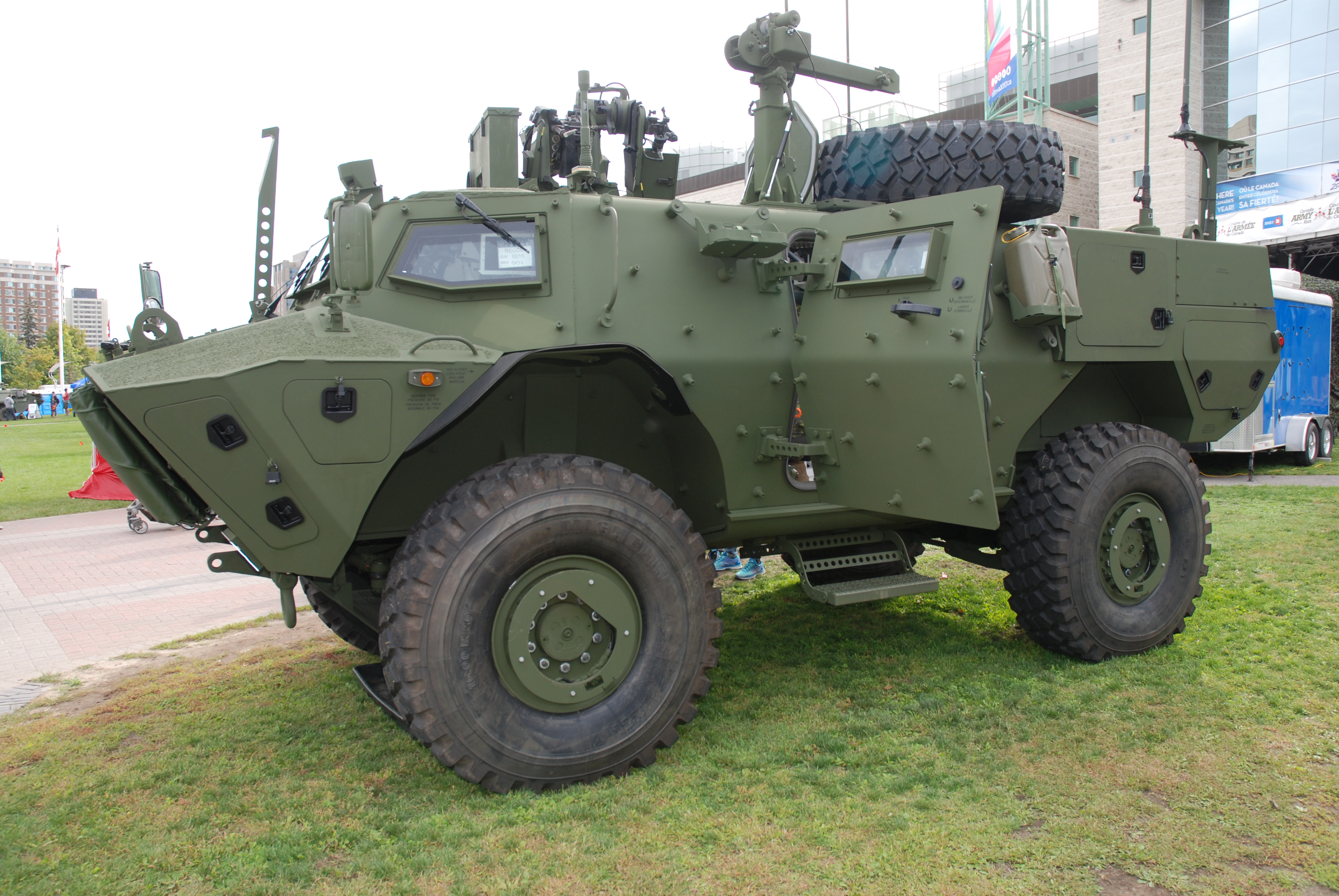
Le (VBTP)

Les véhicules utilisés par le régiment incluent le véhicule utilitaire léger à roues (G Wagon) et le véhicule blindé tactique de patrouille (en) (VBTP).
Les armes utilisées par le régiment incluent le fusil automatique C7A2 de 5,56 mm, la mitrailleuse semi-lourde C6 de 7,62 mm, la mitrailleuse légère C9A2 et le fusil Carl Gustaf sans recul.

## Histoire

### Origines
L'unité a été créée à Regina en Saskatchewan le 3 juillet 1905 en tant que régiment d'infanterie. Le 2 avril 1907, celui-ci fut nommé « 95th Regiment », puis, le 1er juin 1909, renommé en « 95th Saskatchewan Rifles ». Le 1er avril 1912, l'unité fut divisé en deux régiments : le 105th Regiment (de nos jours, The North Saskatchewan Regiment) et les 95th Saskatchewan Rifles.

### Première Guerre mondiale
Dans la foulée de la Première Guerre mondiale, le 6 août 1914, des détachements des 95th Saskatchewan Rifles furent mobilisés pour le service actif afin de fournir de la protection locale.
Le 15 mars 1920, les 95th Saskatchewan Rifles fusionnèrent avec les 60th Rifles of Canada qui avaient été créés à Moose Jaw en Saskatchewan le 2 janvier 1913 et la nouvelle unité fut nommée « The South Saskatchewan Regiment ». Le 15 mai 1924, The South Saskatchewan Regiment fut divisé en cinq régiments : The Assiniboia Regiment (de nos jours le 10e Régiment d'artillerie de campagne, ARC (en)), The Regina Rigle Regiment (de nos jours, The Royal Regina Rifles), The Weyburn Regiment (de nos jours, The South Saskatchewan Regiment (en)), The Saskatchewan Border Regiment (de nos jours, The South Saskatchewan Regiment) et The South Saskatchewan Regiment. Le 15 septembre 1924, ce dernier fut renommé « The King's Own Rifles of Canada ».
Le 15 décembre 1936, The King's Own Rifles of Canada fusionnèrent avec la compagnie B du 12th Machine Gun Battalion, CMGC (de nos jours, The Royal Regina Rifles) et furent alors renommés « The King's Own Rifles of Canada (MG) ».

### Seconde Guerre mondiale
Le 29 janvier 1942, The King's Own Rifles of Canada (MG) mobilis`rent un bataillon pour le service actif qui servit au Canada dans un rôle défensif au sein de la 14e Brigade d'infanterie de la 8e Division d'infanterie canadienne (en). Celui-ci fut dissous le 30 mars 1946.
Le 1er avril 1946, l'unité fut converti à l'arme blindée et fut alors renommée « 20th (Saskatchewan) Armoured Regiment, RCAC ». Le 4 février 1949, elle fut à nouveau renommée pour devenir le « 20th Saskatchewan Armoured Regiment » et, encore une fois, le 31 juillet 1954, pour devenir « The Saskatchewan Dragoons (20th Armoured Regiment) ». Le 19 mai 1958, le régiment adopta son nom actuel, soit « The Saskatchewan Dragoons ».
Le 1er septembre 1970, The Saskatchewan Dragoons furent réduits à un seul escadron.

## Perpétuations

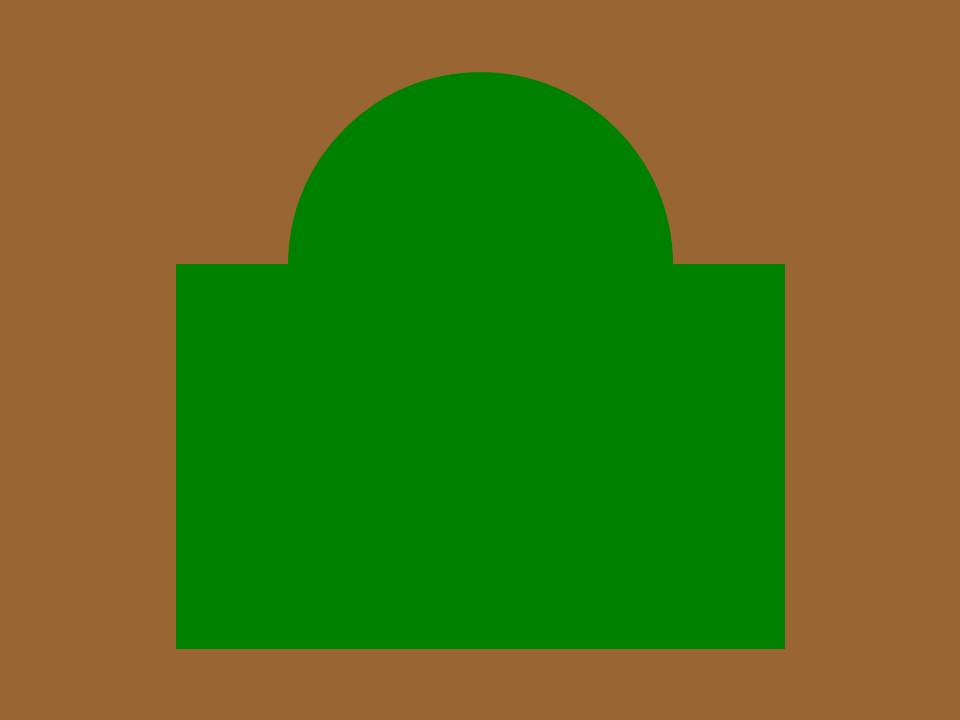
Insigne distinctif du 46th Battalion (South Saskatchewan), CEF

En plus de l'histoire de sa propre lignée, The Saskatchewan Dragoons perpétuent l'héritage de deux bataillons du Corps expéditionnaire canadien (CEC) de la Première Guerre mondiale : le 46th Battalion (South Saskatchewan), CEF (en) et le 128th (Moose Jaw) Battalion, CEF (en).
Le 46th "Overseas" Battalion, CEF a été créé le 7 novembre 1914 et s'embarqua pour la Grande-Bretagne le 23 octobre 1915. Le 11 août 1916, il débarqua en France et combattit en Europe au sein de la 10e Brigade d'infanterie canadienne de la 4e Division canadienne jusqu'à la fin de la guerre. Il fut dissous le 30 août 1920.
De son côté, le 128th "Overseas" Battalion, CEF a été créé le 22 décembre 1915 et s'embarqua pour la Grande-Bretagne le 15 août 1916 où il servit à fournir des renforts aux troupes canadiennes au front. Le 13 février 1917, il fut placé au sein de la 13e Brigade d'infanterie canadienne de la 5e Division canadienne en Angleterre. Le 27 mai suivant, son personnel fut transféré au 19th Reserve Battalion, CEF. Il fut officiellement dissous le 30 août 1920.

## Honneurs de bataille

Guidon des Saskatchewan Dragoons

Les honneurs de bataille sont le droit donné par la Couronne au régiment d'apposer sur ses couleurs les noms des batailles ou des conflits dans lesquels il s'est illustré.
| Première Guerre mondiale                                                       | Première Guerre mondiale    |
| ------------------------------------------------------------------------------ | --------------------------- |
| Mont Sorrel                                                                    | Somme, 1916 (*)             |
| Crête d'Ancre                                                                  | Ancre, 1916 (*)             |
| Arras, 1917, '18                                                               | Vimy, 1917 (*)              |
| Côte 70 (*)                                                                    | Ypres, 1917 (*)             |
| Passchendaele (*)                                                              | Amiens (*)                  |
| Scarpe, 1918                                                                   | Drocourt-Quéant (en) (*)    |
| Ligne Hindenburg                                                               | Canal du Nord (*)           |
| Valenciennes (*)                                                               | France et Flandres, 1916-18 |
| Guerre d'Afghanistan.                                                          |                             |
| Afghanistan                                                                    |                             |
| (*) Indique un honneur de bataille qui est blasonné sur le guidon du régiment. |                             |

## Traditions et patrimoine

Drapeau de camp des Saskatchewan Dragoons

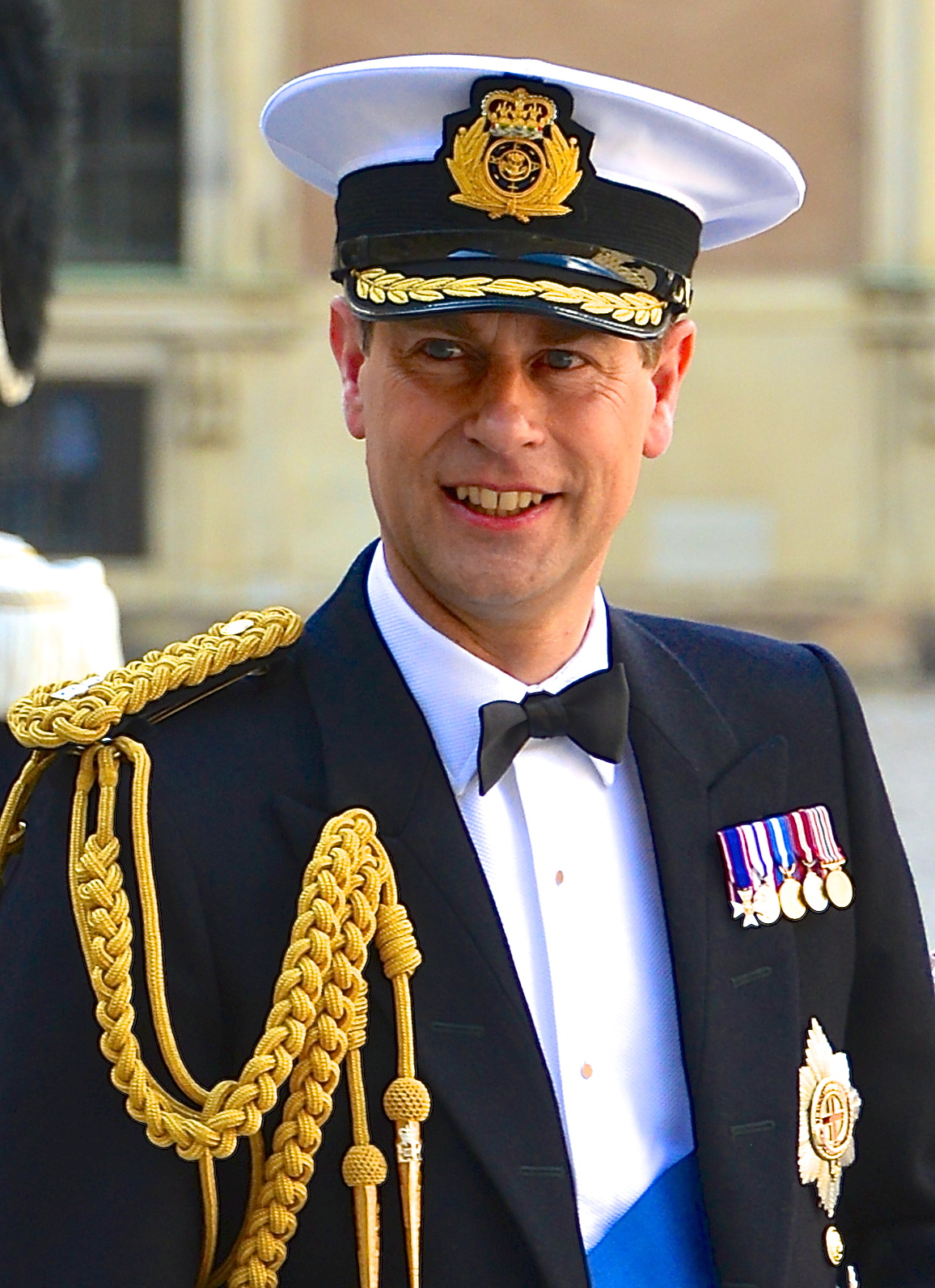
Son Altesse Royale le prince Edward, comte de Wessex, colonel en chef des Saskatchewan Dragoons

Les traditions et les symboles des Governor General's Horse Guards sont les éléments essentiels à l'identité régimentaire. Le symbole le plus important est l'insigne du régiment qui est composé des armes de la province de la Saskatchewan sommées de la couronne royale accostées de deux chiffres romains « X » et soutenues d'un listel portant l'inscription « Esprit d'initiative » qui est la devise du régiment. Un autre élément important de l'identité d'un régiment sont les marches régimentaires. Celle des Saskatchewan Dragoons est Punjaub.
Outre sa structure opérationnelle, le régiment possède une gouvernance cérémonielle. La position la plus importante de cette gouvernance est celle de colonel en chef. Historiquement, le colonel en chef d'un régiment était son mécène, souvent royal. Le colonel en chef des Saskatchewan Dragoons est Son Altesse Royale le prince Edward, comte de Wessex.
Le manège militaire Colonel D.V. Currie, VC hébergeant The Saskatchewan Dragoons a été reconnu comme immeuble patrimonial du gouvernement fédéral en 1998.